# Cave di cusa
Cave di Cusa (que significa "Cantera de Acusación" en italiano) o Rocche di Cusa era una antigua cantera de piedra en Sicilia. Se encuentra a 3 kilómetros al sur de la ciudad Campobello di Mazara en la provincia de Trapani, Italia. Tiene 1,8 kilómetros de largo y está en una cresta que se extiende de este a oeste. Este sitio fue explotado a partir de la primera mitad del siglo VI a. C.
y su piedra fue utilizada para construir los templos de la antigua ciudad griega de Selinunte. Fue abandonada en el año 409 a. C. cuando la ciudad fue capturada por los cartagineses. Ahora es una zona arqueológica oficial siciliana y un sitio turístico popular.

## Historia

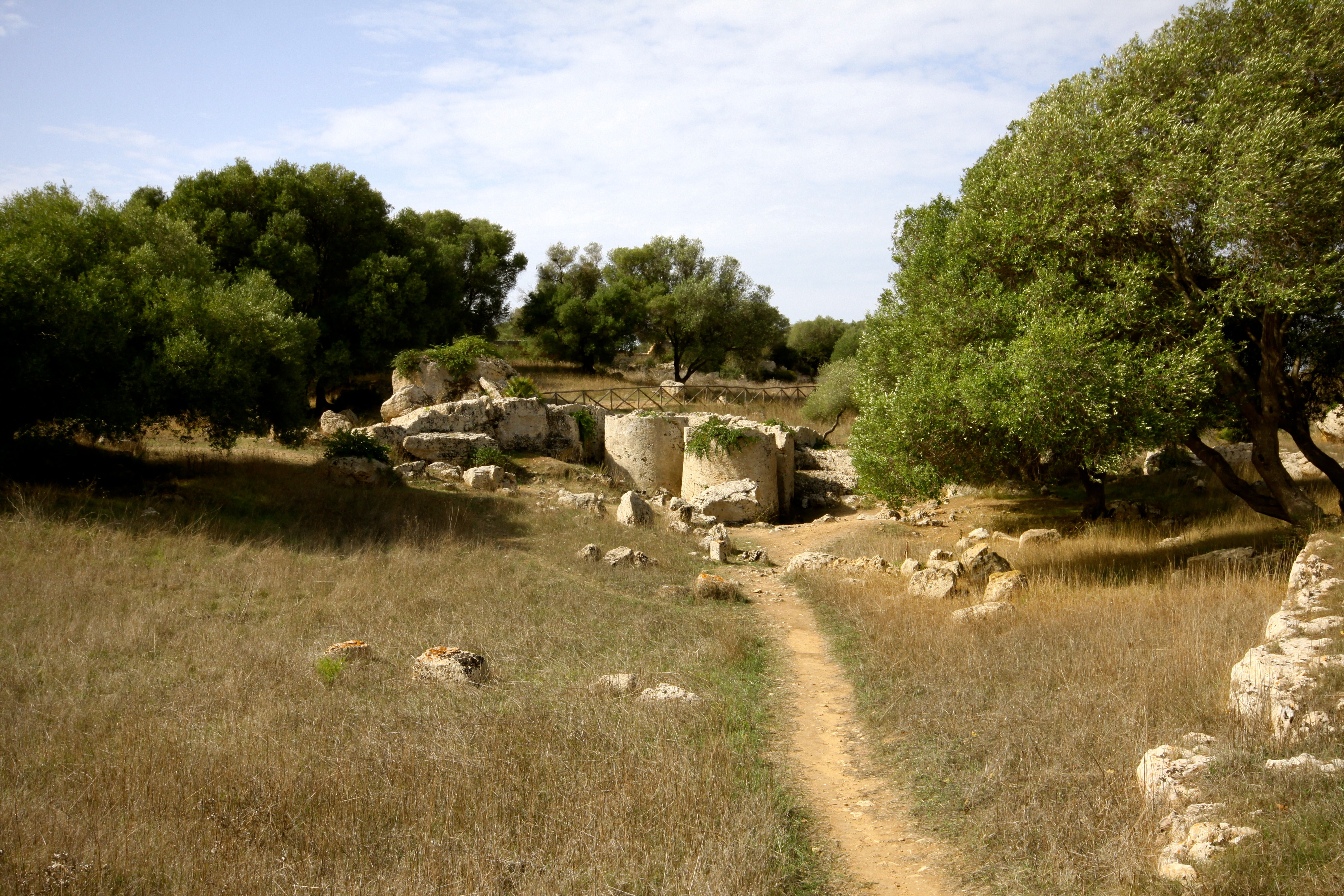
Columnas sin tallar del inacabado Templo G de Selinunte.

La Cave di Cusa fue el origen de la piedra utilizada para construir los templos sagrados de Selinunte. Selinunte era un ciudad griega que estaba situada a 13 km al suroeste de la cantera. Esa zona de Sicilia fue habitada principalmente por los antiguos griegos. La piedra encontrada en la cantera de Cusa era muy adecuada para la construcción y por lo tanto el material de preferencia. Su textura y material de toba calcárea  la hicieron ideal y perfecta para la construcción de los templos griegos sagrado. Esta cantera fue explotada durante muchos años, 150 para ser exactos. Hay evidencia para creer que, en algún momento, 150 personas trabajaban allí. Muchos de ellos eran esclavos. 
En el 409 a. C. la cantera de Cusa fue abandonada repentinamente. Esto se debió a la llegada imprevista e indeseada del invasor cartaginés Aníbal Magón. Esta invasión estalló en una guerra entre las fuerzas opuestas y finalmente Selinunte fue conquistada. La ciudad fue destruida después de la derrota y nunca se volvió a trabajar en la cantera. La presencia enemiga obligó a evacuar repentinamente a los obreros, que interrumpieron sus actividades dejando atrás capiteles inacabados y trozos de columnas presentes in situ, que permiten conocer con detalle todos los pasos del proceso: desde las primeras incisiones circulares y profundas hasta los tambores utilizados para el transporte Los trabajadores consiguieron escapar del ataque bélico, teniendo que interrumpir sus actividades y abandonar la zona. Esta brusca interrupción también puede observarse en los capiteles y trozos de columnas inacabados. 

## Investigación arqueológica
La investigación arqueológica del sitio nos ha dado mucha información sobre la Cueva de Cusa y cómo se usó. El propio emplazamiento está cubierto por 60 bloques de roca, muchos de ellos de naturaleza cilíndrica, en varias etapas del tallado y diseminados aleatoriamente alrededor del lugar (algunos in situ), que originalmente estaban destinados a la construcción del templo. La piedra de este sitio se utilizó para las columnas del templo y muchas de ellas se encuentran, aún hoy, en el lugar. La roca se halla en diferentes etapas de extracción, por lo que es evidente que el abandono del sitio ocurrió con bastante rapidez. Hay evidencia de marcas del pico de varias herramientas de piedra en la roca, por lo que los arqueólogos han podido determinar los métodos utilizados para extraer la piedra.Se utilizaron muchos métodos eficientes y avanzados para tallar la piedra, como surcos y agujeros puestos en arquitrabe que permitieron enhebrar cuerdas y vigas para ayudar a levantar la roca.

## Turismo
Como parte integrante del parque arqueológico de Selinunte, la Cueva di Cusa es otra atracción turística de la provincia de Trapani que presenta los aspectos de la cultura griega. El lugar, sin embargo, presenta un contraste entre el paisaje rural, invadido por flores silvestres, y los elementos arquitectónicos de la antigüedad.

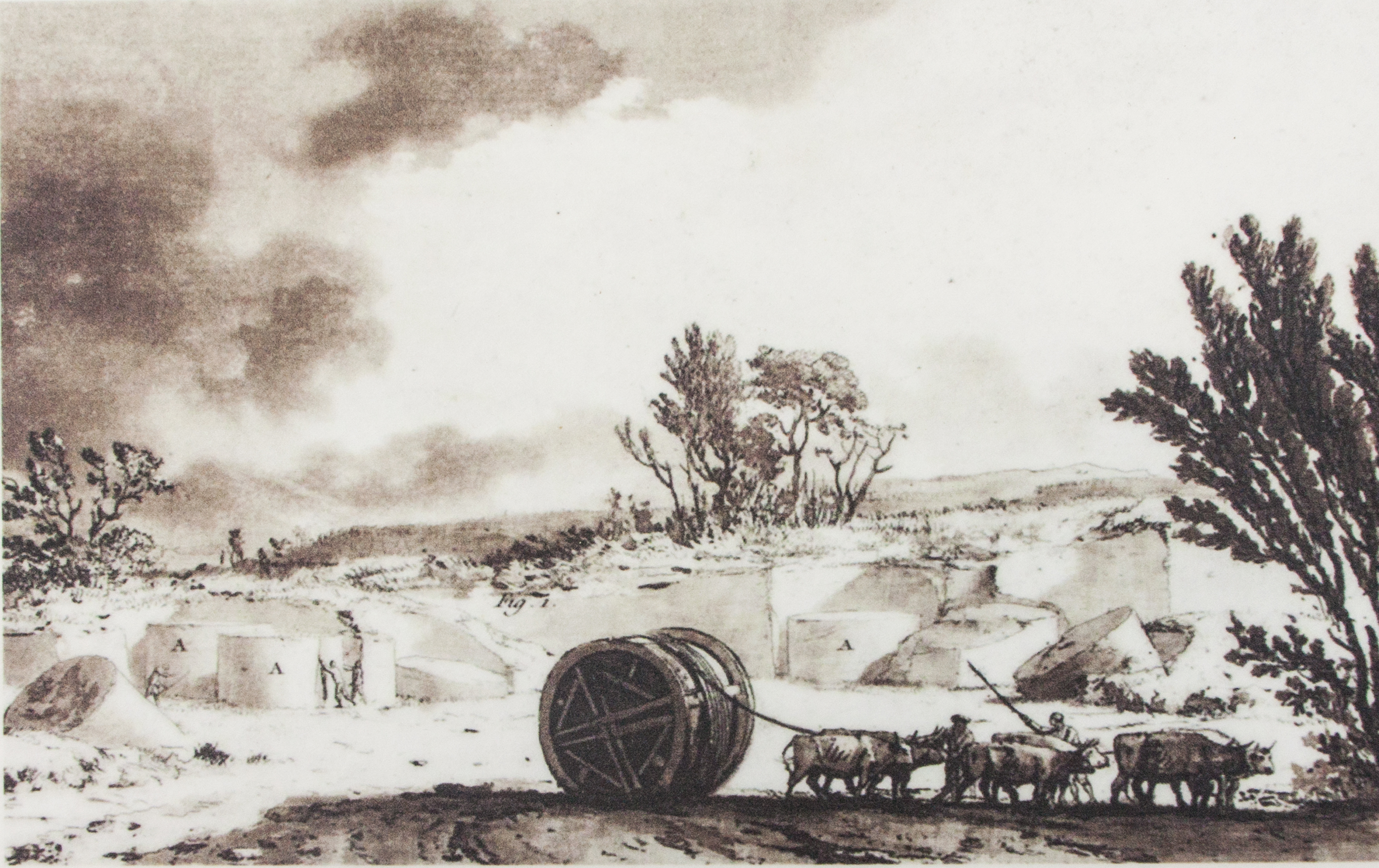
Grabado de Jean Houel (1782).
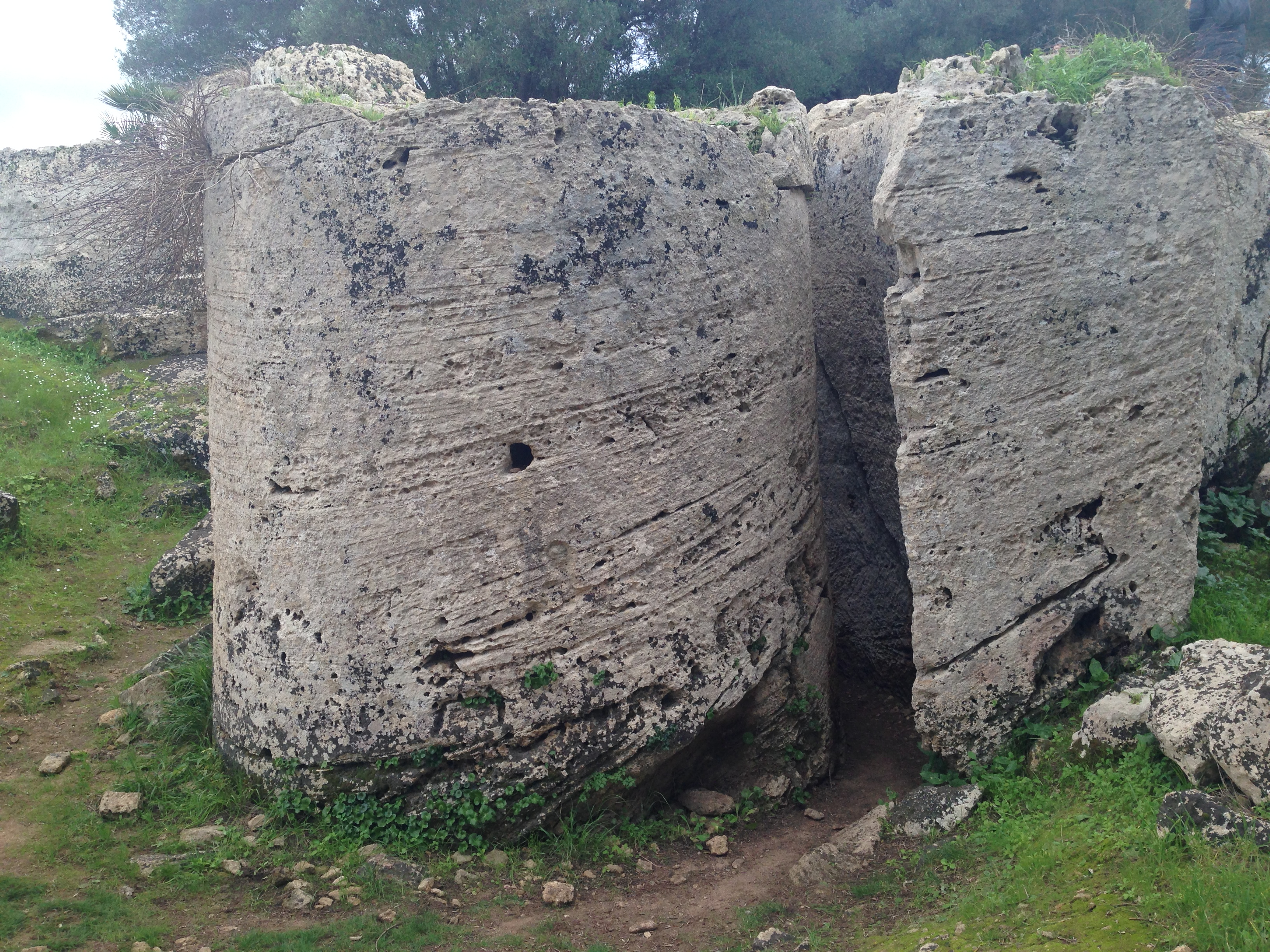
Incisiones circulares profundas para crear y separar una columna.
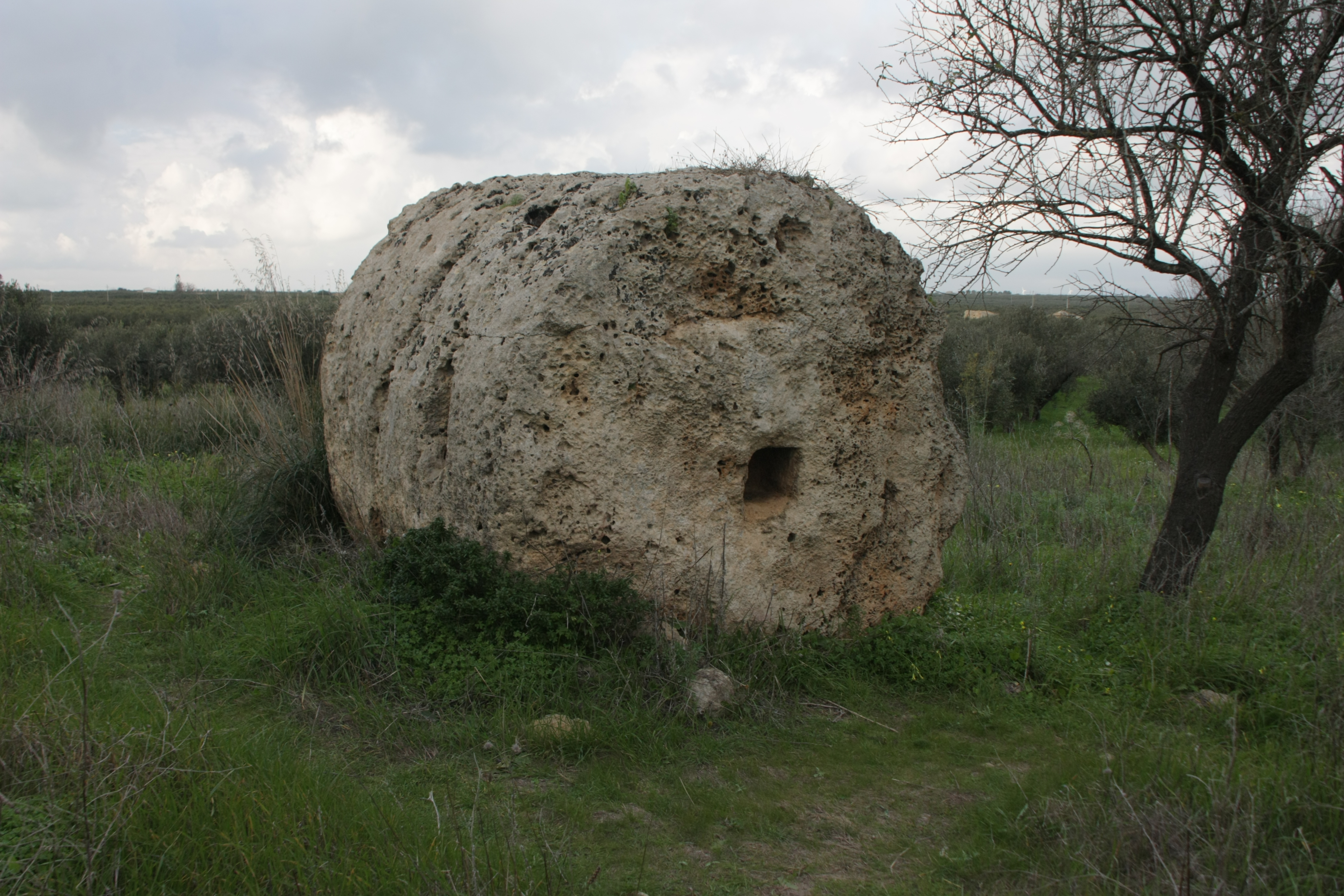
Uno de los tambores de una columna con una cavidad en el centro.
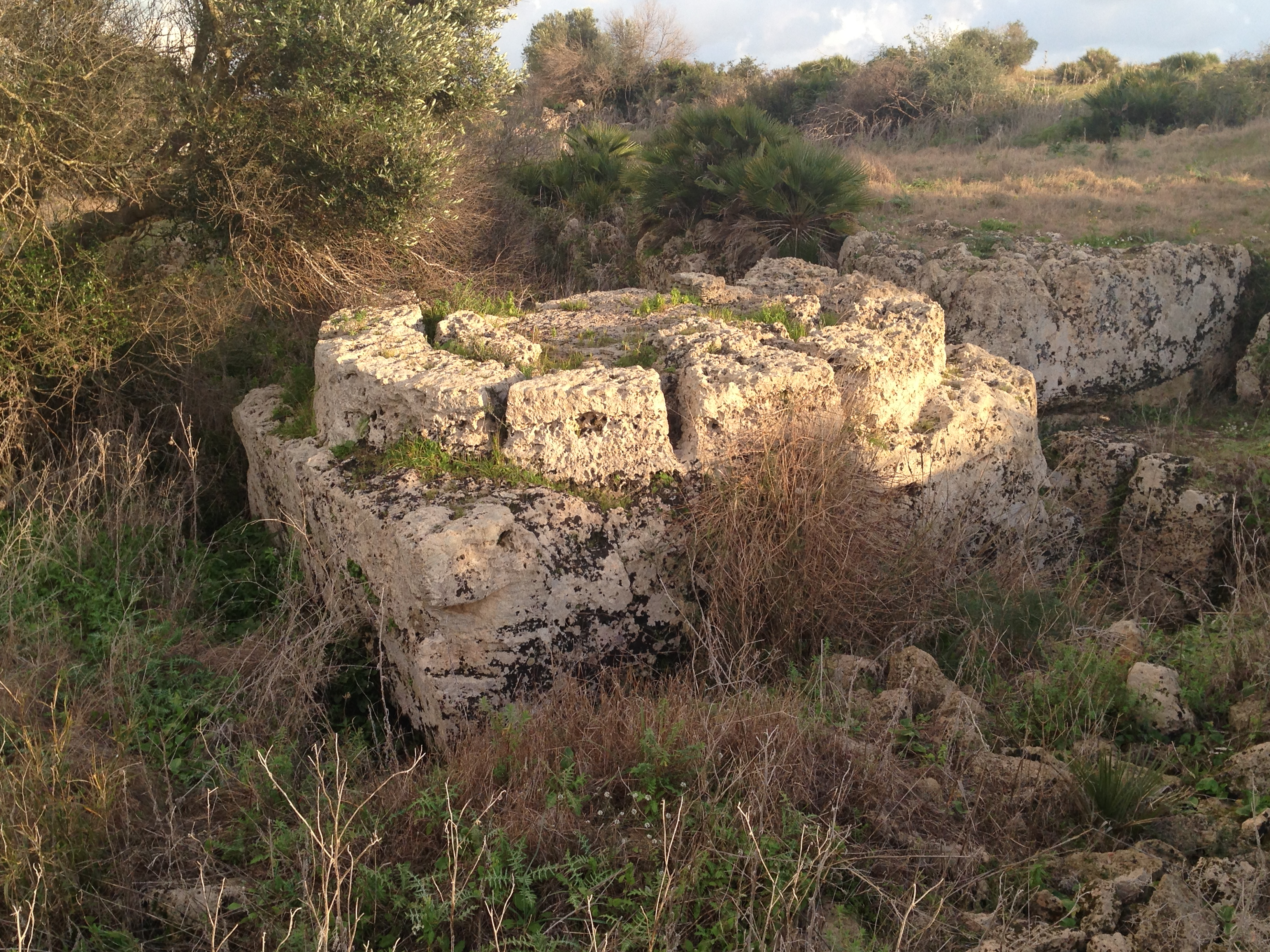
Capitel incompleto.